# Cubocephalus silesiacus
Cubocephalus silesiacus là một loài tò vò trong họ Ichneumonidae.